# Torrent de Sant Antoni
El torrent de Sant Antoni és un curs d'aigua permanent de la vall d'Àssua, a la comarca del Pallars Sobirà, que neix de la confluència de tres rius de muntanya que drenen la vall: el barranc de Pamano, el riu de Berasti i el riu de Caregue. L'aiguabarreig dels dos primers està situada a la mola del Cap-pelat, justa sota el poble d'Escàs i s'uneixen poc després amb el barranc de Pamano a Sall. El torrent de Sant Antoni desaigua per la dreta a la Noguera Pallaresa, a la població de Rialp, a una altitud de 709 metres.
El cabal del riu depèn fortament de la fosa de la neu, i per tant, quan baixa més cabalós és a la primavera, els mesos de maig i juny. La conca del riu és molt extensa i amb un fort desnivell, causant històricament avingudes torrencials al seu pas per la població de Rialp. Per evitar-ho, s'han aixecat murs de contenció en el seu curs baix.

## Aprofitaments hidroelèctrics
El cabal del riu ha estat aprofitat des del segle xvi. En els inicis existí un molí fariner, conegut com la Mola de Sall. El 1924 s'instal·là una minicentral hidroelèctrica, mantenint el molí fariner. Actualment la instal·lació es troba en un estat ruïnós. El 1958 es va construir una altra minicentral hidroelèctrica, la de Sant Antoni. Està situada a la riba esquerra del riu, i en l'actualitat (octubre de 2023) es troba en funcionament.